# منتدى استعادة الديمقراطية - أسيلي
منتدى استعادة الديمقراطية - أسيلي هو حزب سياسي في كينيا. أسيلي تعني «أصلي» باللغة السواحيلية. تعود أصول الحزب إلى المنتدى لاستعادة الديمقراطية . في أغسطس 1992، انقسم المنتدى إلى فصيلين. بقي فصيل أودينجا- وامالوا في مقر الحزب الأصلي في نيروبي في شارع هيلا سيلاسي بينما انتقل فصيل ماتيبا-شيكوكو إلى موثيثي هاوس على طريق موثيثي في ويستلاندز. وهكذا، لفترة ما قبل التسجيل كأحزاب مستقلة، عُرف الفصيلان باسم أجيب وموثيثي. تم تسجيل فصيل أجيب باسم منتدى استعادة الديمقراطية - كينيا بينما تم تسجيل الفصيل الثاني باسم منتدى استعادة الديمقراطية - أسيلي. ذهب كلا الحزبين إلى تقديم مرشحين تنافسيين للرئاسة في الانتخابات العامة في ديسمبر 1992. حصل مرشح أسيلي، كينيث ماتيبا، على المرتبة الثانية بعد دانيال تورويتش أراب موي من كانو في عام 1992 وفاز بـ 31 مقعدًا برلمانيًا، وسيطر على منطقة مورانجا في المقاطعة الوسطى وحصل على نسبة موثوقة من الأصوات في المقاطعات الشرقية والغربية. بحلول عام 1997، اختلف كينيث ماتيبا ومارتن شيكوكو على عدد من الأمور التي أدت إلى رحيل ماتيبا عن الحزب، وتدمير بطاقة ناخبه ورفض الترشح في الانتخابات الرئاسية لعام 1997.
وبالتالي، فاز مارتن شيكوكو بترشيح الحزب للرئاسة وفاز بنسبة 0.6 ٪ فقط من الأصوات الرئاسية، مع فوز الحزب بمقعد واحد في الجمعية الوطنية. في انتخابات عام 2002، فاز أسيلي بمقعدين من أصل 212 مقعدًا منتخبًا ولم يتقدم بمرشح رئاسي، واختار دعم مرشح تحالف تحالف قوس قزح الوطني - كينيا الناجح مواي كيباكي. في عام 2007، دعم الحزب مواي كيباكي مرة أخرى كمرشح رئاسي، هذه المرة تحت راية حزب الوحدة الوطنية وفاز بمقعد برلماني واحد. في نفس الانتخابات، أعاد المرشح الرئاسي الأصلي للحزب كينيث ماتيبا تسجيله كناخب تحت راية سابا سابا - أسيلي (تشير سابا سابا إلى 7 يوليو 1990: تاريخ أعمال الشغب في كينيا للمطالبة بعودة التعددية الحزبية). جاء ماتيبا في المركز السابع بحصوله على 0.081٪ فقط من الأصوات.